# Awhiowhio unda
Awhiowhio unda är en svampdjursart som beskrevs av Kelly 2007. Awhiowhio unda ingår i släktet Awhiowhio och familjen Corallistidae.
Artens utbredningsområde är Fiji. Inga underarter finns listade i Catalogue of Life.